# Somerset Lowry-Corry (4. hrabia Belmore)
Somerset Lowry-Corry, 4. hrabia Belmore (potocznie lord Belmore; ur. 9 kwietnia 1835 w Londynie, zm. 6 kwietnia 1913 w Enniskillen) – brytyjski arystokrata i polityk, członek Partii Konserwatywnej, w latach 1868-1872 gubernator Nowej Południowej Walii. 

## Życiorys
Był najstarszym synem 3. hrabiego Belmore, którego tytuł odziedziczył już jako dziesięcioletni chłopiec. Ukończył Eton College, a następnie studia w Trinity College na Uniwersytecie Cambridge. W styczniu 1857 został członkiem Izby Lordów, gdzie zasiadał aż do śmierci. Od lipca 1866 do sierpnia 1867 był członkiem rządu lorda Derby jako wiceminister spraw wewnętrznych. 
22 sierpnia 1867 lord Belmore został mianowany gubernatorem Nowej Południowej Walii, oficjalnie rozpoczął urzędowanie na tym stanowisku 8 stycznia 1868. 12 marca tego samego roku towarzyszył księciu Edynburga w czasie wizyty w jednej z dzielnic Sydney, w trakcie której zamachowiec Henry James O’Farrell niegroźnie postrzelił księcia w plecy. Sam gubernator wyszedł z incydentu bez szwanku. Na wyraźne życzenie księcia apelował następnie do rządu autonomicznego Nowej Południowej Walii, aby nie wykonywać orzeczonej wobec O’Farrella kary śmierci, jednak prośba ta nie została wysłuchana. W dalszej części swojej kadencji doprowadził m.in. do przyjęcia ustawodawstwa, za sprawą którego parlament kolonii uzyskał prawo znacznie ściślejszej kontroli nad rządem w kwestiach budżetowych. 
W lutym 1872 podał się do dymisji przed końcem kadencji, motywując to złym stanem zdrowia jego żony, a także chęcią powrotu do obowiązków parlamentarnych w Londynie. Wróciwszy do Wielkiej Brytanii, nadal pracował w Izbie Lordów, zasiadał także w sądach pokoju i sądach apelacyjnych w Irlandii, gdzie posiadał swoje rodowe dobra. Zmarł w swoim zamku w Enniskillen w dzisiejszej Irlandii Północnej w kwietniu 1913, w wieku 77 lat. 